# Sorgu
Sorgu je malý estonský ostrov v Pernovském zálivu v Baltském moři, vzdálený asi pět kilometrů na jihovýchod od ostrova Manilaid. Rozloha ostrova činí 5,88 ha, délka pobřeží je 2079 m. Administrativně patří po vesnici Manija v obci Tõstamaa. Ostrov byl v druhé polovině 16. století zaznamenán na mapách pod názvem Sorkholm.
V roce 2014 byla vytvořena přírodní rezervace Sorgu looduskaitseala o rozloze 274 ha, jejíž součástí je skalnatý ostrov Sorgu a okolní vodstvo.
Na ostrově stojí maják postavený v roce 1904.